# Sonate K. 295
La sonate K. 295 (F.243/L.270) en ré mineur est une œuvre pour clavier du compositeur italien Domenico Scarlatti.

## Présentation
La sonate K. 295, en ré mineur, est notée Allegro. Dans le manuscrit de Parme, les sonates K. 294 en ré mineur et sa suivante ainsi que les  K. 298 et 299 en ré majeur forment quatre mouvements consécutifs — ce groupe étant séparé dans Venise — et offrent un mélange parfait de variété et de cohérence. Les deux ouvertures de la première paire sont identiques, sauf par la mesure utilisée.
Dans la K. 295, des gammes brisées un peu répétitives, alternent avec de courtes séquences polyphoniques. La sonate reprend des motifs déjà utilisés dans la K. 294 en permutant les rôles : ce qui était refrain devient couplet (pédale en bourdon à la fin de l'œuvre) et les couplets se retrouvent au début de chaque section. Isolées par des points d'orgue, des séquences modulantes donnent un caractère déclamatoire.

## Manuscrits
Le manuscrit principal est le numéro 30, le dernier du volume V (Ms. 9776) de Venise (1753), copié pour Maria Barbara ; les autres sont Parme VII 25 (Ms. A. G. 31412), Münster IV 13 (Sant Hs 3967) et Vienne B 13 (VII 28011 B).

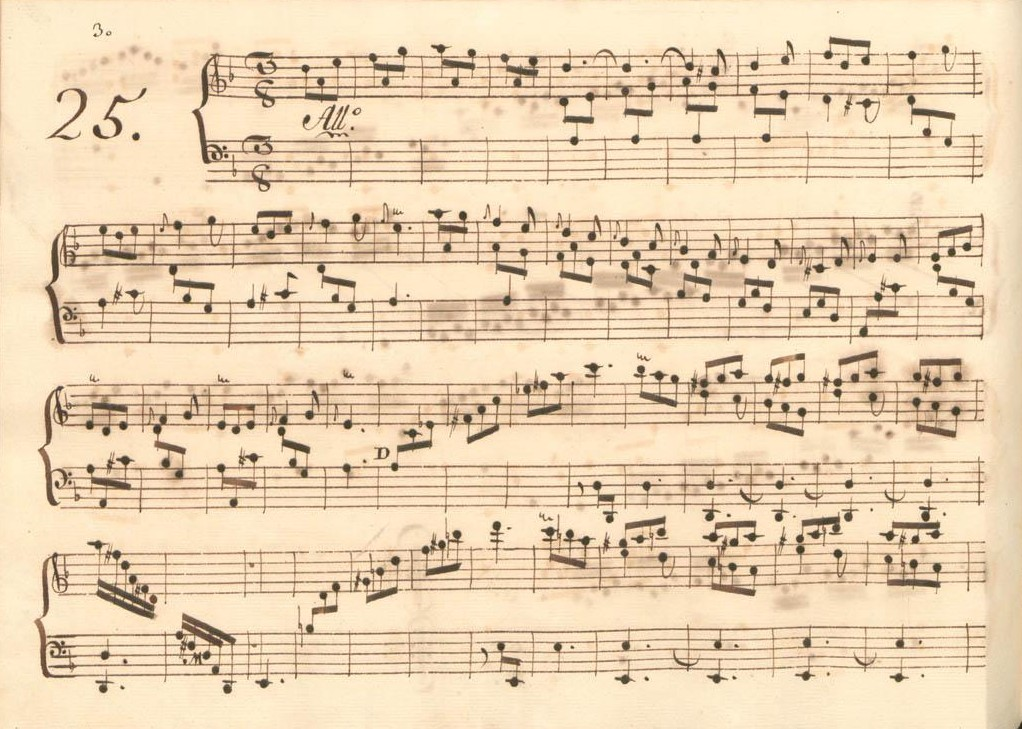
Parme VII 25.
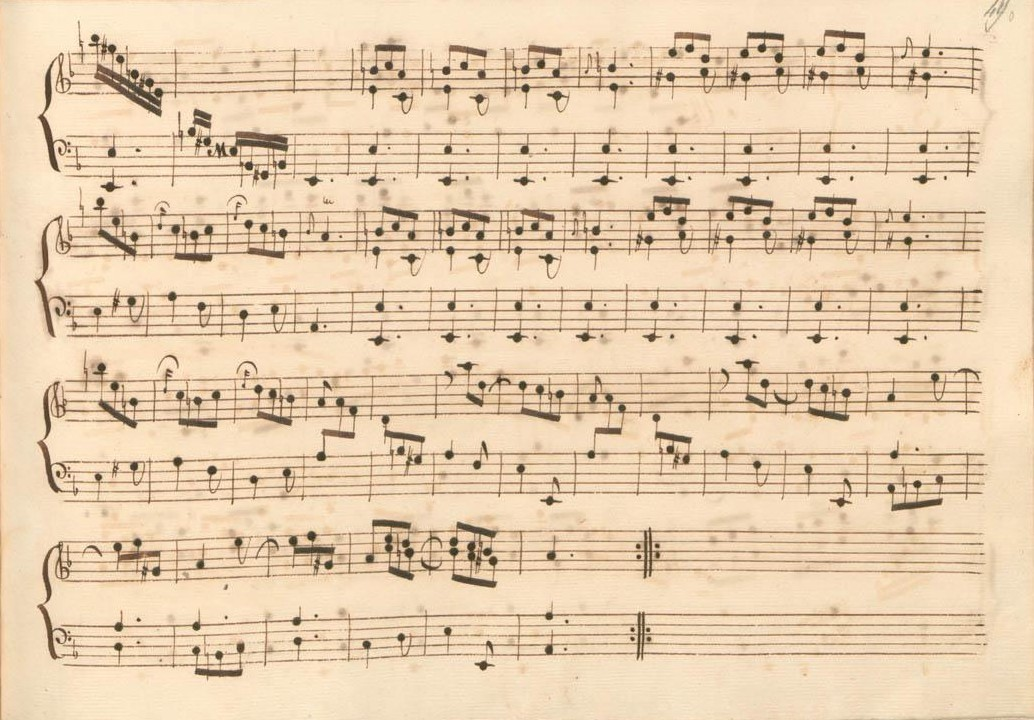
Parme VII 25 (fin de la première section).
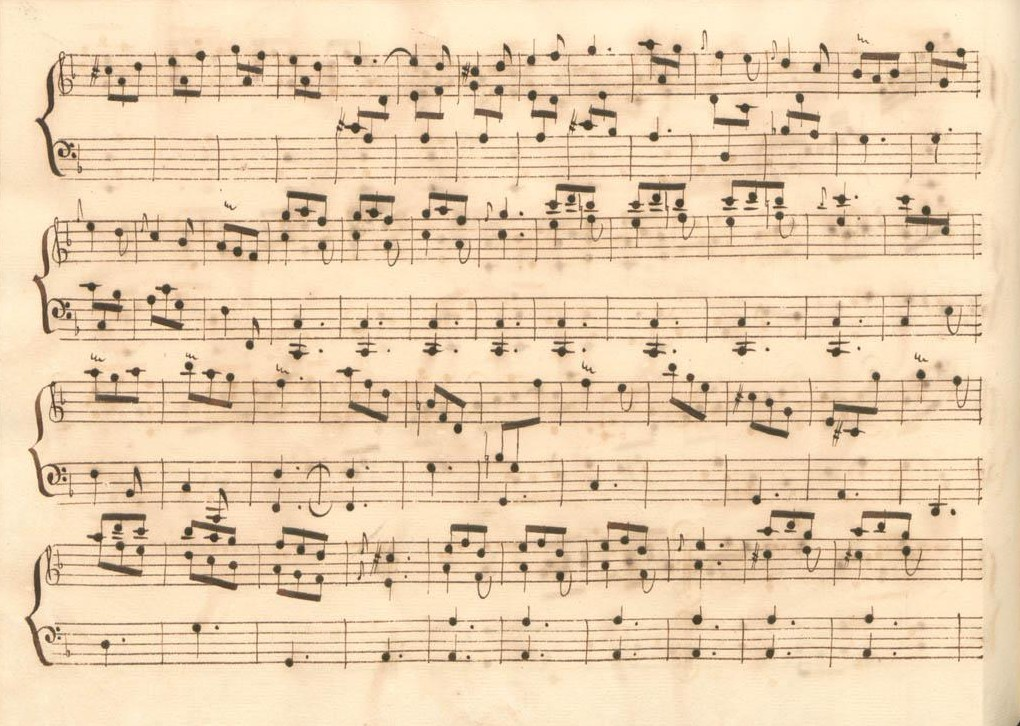
Parme VII 25 (début de la seconde section).
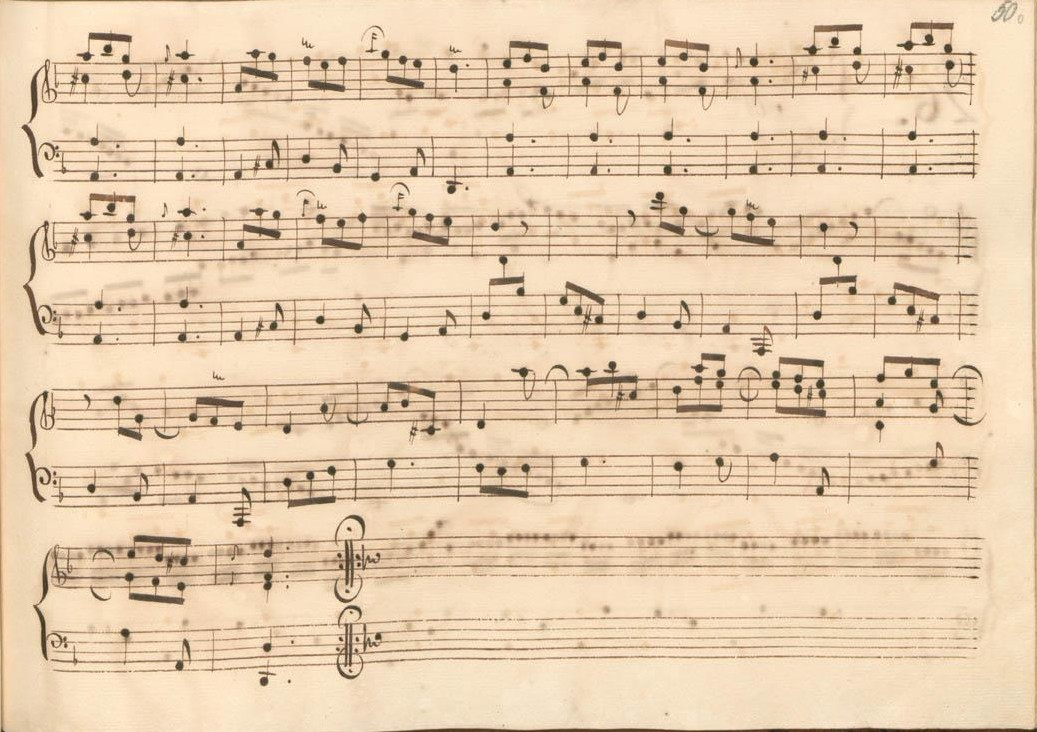
Parme VII 25 (fin de la sonate).
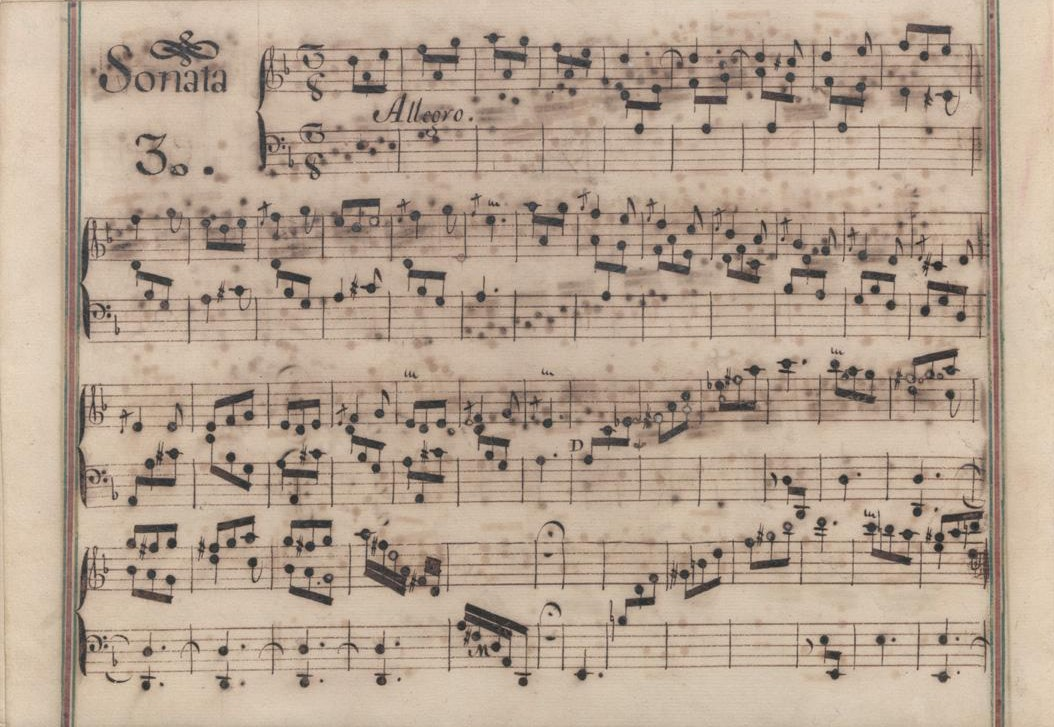
Venise V 30.
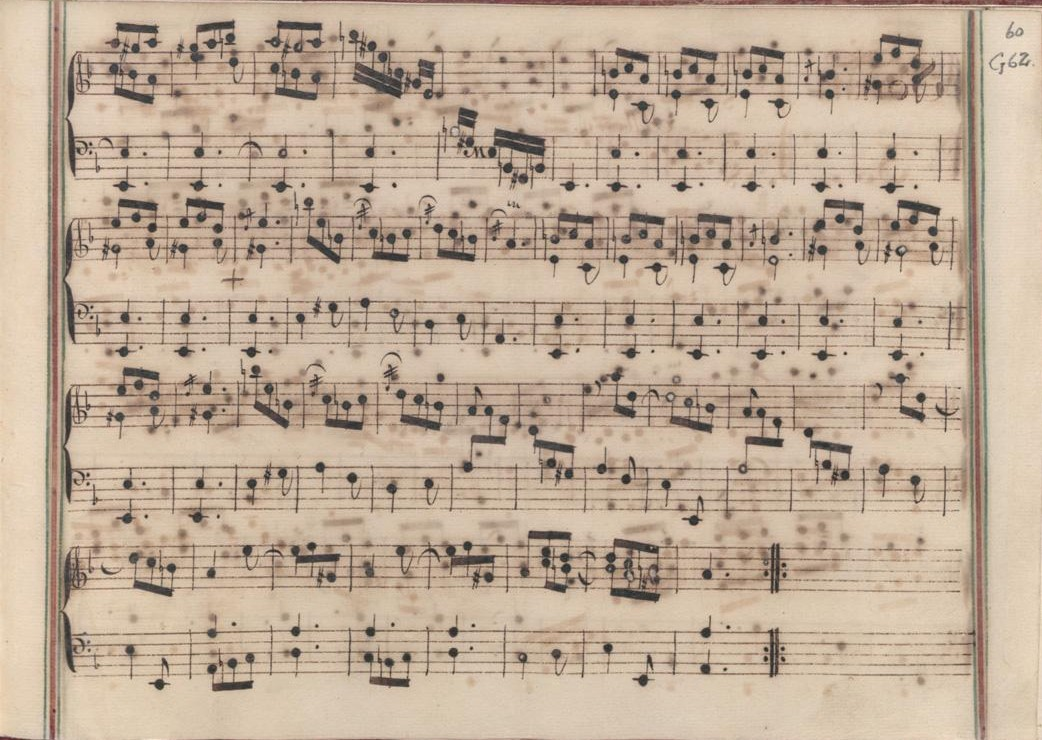
Venise V 30 (fin de la première section).

## Interprètes
La sonate K. 295 est défendue au piano, notamment par Duanduan Hao (2011, Naxos, vol. 14) et Carlo Grante (2012, Music & Arts, vol. 3) ; au clavecin par Scott Ross (1985, Erato), Richard Lester (2002, Nimbus, vol. 2) et Pieter-Jan Belder (Brilliant Classics).

## Sources
: document utilisé comme source pour la rédaction de cet article.
- Ralph Kirkpatrick (trad. de l'anglais par Dennis Collins), Domenico Scarlatti, Paris, Lattès, coll. « Musique et Musiciens », 1982 (1re éd. 1953 (en)), 493 p. (ISBN 978-2-7096-0118-4, OCLC 954954205, BNF 34689181).
- Alain de Chambure, « Domenico Scarlatti : Intégrale des sonates — Scott Ross », Erato (2564-62092-2), 1985 (OCLC 891183737) .
- (en) Carlo Grante, « Domenico Scarlatti, intégrale des sonates pour clavier (vol. 3) », Music & Arts (CD-1292), 2013 (OCLC 907929504) .